# Moose Jaw County (circonscription saskatchewanaise)
Pour les articles homonymes, voir Moose Jaw (homonymie).
Circonscription électorale provinciale du Canada
Moose Jaw County (initialement Moose Jaw) est une circonscription électorale provinciale de la Saskatchewan au Canada. Elle est représentée à l'Assemblée législative de la Saskatchewan de 1905 à 19338.
Issue des 25 premières circonscriptions de la nouvelle province de la Saskatchewan en 1905, elle s'appelle brièvement Moose Jaw entre 1905 et 1908. La circonscription est abolie en 1938.

## Géographie
Située dans la région de Moose Jaw, le territoire de la circonscription fait maintenant partie de Thunder Creek, Moose Jaw Wakamow et Wood River.

## Liste des députés
| Parlement                                                                                   | Années    | Député              | Député                            | Parti        |
| Moose Jaw                                                                                   | Moose Jaw | Moose Jaw           | Moose Jaw                         | Moose Jaw    |
| ------------------------------------------------------------------------------------------- | --------- | ------------------- | --------------------------------- | ------------ |
| 1re                                                                                         | 1905–1908 |                     | John Albert Sheppard (en)         | Libéral      |
| Moose Jaw County                                                                            |           |                     |                                   |              |
| 2e                                                                                          | 1908–1912 |                     | John Albert Sheppard (en)         | Libéral      |
| 3e                                                                                          | 1912–1916 |                     | John Albert Sheppard (en)         | Libéral      |
| 3e                                                                                          | 1916-1917 |                     | John Edwin Chisholm (en)          | Conservateur |
| 4e                                                                                          | 1917–1921 |                     | Charles Avery Dunning             | Libéral      |
| 5e                                                                                          | 1921–1924 |                     | Charles Avery Dunning             | Libéral      |
| 6e                                                                                          | 1925–1926 |                     | Charles Avery Dunning             | Libéral      |
| 6e                                                                                          | 1926-1929 | Thomas Waddell (en) |                                   | Libéral      |
| 7e                                                                                          | 1929–1934 |                     | Sinclair Alexander Whittaker (en) | Conservateur |
| 8e                                                                                          | 1934–1938 |                     | Thomas Waddell (en)               | Libéral      |
| Circonscription redistribuée parmi Gravelbourg, Bengough, Notukeu-Willow Bunch et Milestone |           |                     |                                   |              |

## Résultats électoraux
Moose Jaw County (1908-1938)

Moose Jaw (1905-1908)